# BRDC International Trophy 1978
GP précédent GP suivant
Le BRDC International Trophy 1978 (XXX BRDC International Trophy), disputé le 19 mars 1978 sur le circuit de Silverstone en Angleterre, est la trentième et dernière édition de cette épreuve. Il s'agit de l'unique course hors-championnat du monde de Formule 1 en 1978.

## Course
| Pos.  | Pilote             | Écurie             | Tours | Temps/Abandon                   |
| ----- | ------------------ | ------------------ | ----- | ------------------------------- |
| 1     | Keke Rosberg       | Theodore-Ford      | 40    | 1 h 12 min 49 s 02              |
| 2     | Emerson Fittipaldi | Fittipaldi-Ford    | 40    | + 1 s 88                        |
| 3     | Tony Trimmer       | Mclaren-Ford       | 37    | + 3 tours                       |
| 4     | Brett Lunger       | McLaren-Ford       | 37    | + 3 tours                       |
| 5     | Rupert Keegan      | Surtees-Ford       | 31    | + 9 tours                       |
| Nc.   | Hans-Joachim Stuck | Shadow-Ford        | 25    | + 15 tours                      |
| Abd.  | Derek Daly         | Hesketh-Ford       | 12    | Accident                        |
| Abd.  | Divina Galica      | Hesketh-Ford       | 11    | Accident                        |
| Abd.  | Emilio de Villota  | McLaren-Ford       | 9     | Embrayage                       |
| Abd.  | Patrick Depailler  | Tyrrell-Ford       | 4     | Accident                        |
| Abd.  | Mario Andretti     | Lotus-Ford         | 2     | Accident                        |
| Abd.  | Ronnie Peterson    | Lotus-Ford         | 2     | Accident                        |
| Abd.  | Jacky Ickx         | Ensign-Ford        | 1     | Tête-à-queue                    |
| Abd.  | Clay Regazzoni     | Shadow-Ford        | 1     | Tête-à-queue                    |
| Abd.  | James Hunt         | McLaren-Ford       | 0     | Tête-à-queue                    |
| Np.   | Niki Lauda         | Brabham-Alfa Romeo | 0     | Sortie de piste lors du warm-up |
| Np.   | René Arnoux        | Martini-Ford       | 0     | Pression d'huile                |
| Forf. | Jochen Mass        | ATS-Ford           | 0     |                                 |
| Forf. | Lamberto Leoni     | Ensign-Ford        | 0     |                                 |
| Forf. | Arturo Merzario    | Merzario-Ford      | 0     |                                 |
| Forf. | Guy Edwards        | March-Ford         | 0     |                                 |

## Pole position et record du tour
- Pole position :  Ronnie Peterson (Lotus-Ford) en 1 min 16 s 07 (223,563 km/h)[2].
- Meilleur tour en course :  Emerson Fittipaldi (Fittipaldi-Ford) en 1 min 38 s 63 (172,426 km/h)[3].